# جزیره بانتایان
جزیره بانتایان (به لاتین: Bantayan Island) یک جزیره در فیلیپین است که در PH-CEB واقع شده‌است.

## خصوصیات
جزیره بانتایان ۱۱۰٫۷۱ کیلومتر مربع مساحت، ۱۱۴٬۳۱۴ نفر جمعیت و ۳۰ متر بالاتر از سطح دریا واقع شده‌است.